# Helena Kowalska
Helena Kowalska, z domu Wilda (ur. 6 stycznia 1933) – polska aktorka teatralna i filmowa, wieloletnia aktorka Teatru Żydowskiego w Warszawie.

## Kariera
| Aktorka teatralna Teatr Żydowski w Warszawie - 2008: W nocy na starym rynku. Gorączka jesiennej nocy - 2006: Tradycja - 2006: Sen o Goldfadenie - 1990: Ballada o ślubnym welonie - 1986: Pieśń o zamordowanym... - 1985: Wielka wygrana - 1984: Rabin i błazen - 1981: Poszukiwacze złota - 1980: Jakub i Ezaw - 1979: Bonjour monsieur Chagall - 1978: Planeta Ro - 1977: W noc zimową - 1977: Spadkobiercy - 1976: Dwaj Kunie-Lemł - 1976: Bóg, człowiek i diabeł - 1976: Zmierzch - 1975: Dzban pełen słońca - 1973: Dybuk - 1972: Było niegdyś miasteczko - 1970: Tewje Mleczarz - 1970: Dybuk - 1968: Córki kowala - 1967: Dzień i noc - 1966: Swaty - 1966: Sure Szejndł - 1965: Urodziłem się w Odessie... - 1964: Zasypać bunkry! - 1964: Wielka wygrana - 1959: Zielone pola Teatr Popularny w Warszawie - 2007: Moralność pani Dulskiej Teatr im. Horzycy w Toruniu - 1963: Romans z wodewilu - 1962: Lubow Jarowaja - 1962: Wesołe kumoszki z Windsoru Teatr Polski w Bielsku-Białej - 1961: Zwycięstwo Teatr Ziemi Mazowieckiej w Warszawie - 1959: Wesele Figara Teatr im. Jaracza w Olsztynie - 1958: Balladyna - 1958: Achilles i panny - 1958: Sprytna wdówka - 1957: Wieczór Trzech Króli | Aktorka filmowa filmy i seriale - 1988: Skrzypce Rotszylda - 1985: War and Love - 1985: Temida - 1984: Trzy młyny − kobieta przyjmująca poród (odc. 2) - 1982: Austeria - 1979: Komedianci - 1979: Gwiazdy na dachu - 1979: Dybuk - 1965: Ping-pong Teatr Telewizji - 1993: Pieśń o zamordowanym żydowskim narodzie - 1966: Pożegnanie z Marią - 1965: Volpone - 1964: Sprawa Bakrana |